# Nazionale maschile di calcio del Gabon
La nazionale di calcio del Gabon è la rappresentativa nazionale calcistica del Gabon ed è posta sotto l'egida della Fédération Gabonaise de Football.
Non ha mai preso parte alla fase finale di un mondiale, ma ha sfiorato la qualificazione nel 2010. Vanta otto partecipazioni alla Coppa d'Africa (1994, 1996, 2000, 2010, 2012, 2015, 2017, 2021; miglior risultato i quarti di finale nel 1996 e 2012), che ha ospitato nel 2012, insieme alla Guinea Equatoriale, e nel 2017. Ha vinto nel corso della sua storia tornei a carattere regionale come l'UNIFAC Cup (1999) e la Coppa UDEAC (1985 e 1988).
Nella graduatoria FIFA in vigore da agosto 1993 il miglior posizionamento raggiunto è stato il 30º posto nel luglio 2009, mentre il peggiore è stato il 125º posto di aprile 2005. Al dicembre 2021 occupa l'89º posto della graduatoria.

## Storia
La nazionale di calcio del Gabon debuttò nell'aprile 1960 partecipando in Madagascar al torneo L'Amitié, che coinvolgeva varie nazionali di paesi africani di lingua francese. Il 13 aprile il Gabon affrontò l'Alto Volta (oggi Burkina Faso), a sua volta all'esordio ufficiale, e fu sconfitto per 5-4.
Il Gabon non scese nuovamente in campo prima della nuova edizione del torneo, nell'aprile 1963 in Senegal. Inserito in un girone con Alto Volta, nazionale amatoriale della Francia e Gambia, sconfisse l'Alto Volta per 4-0 l'11 aprile, perse per 3-0 contro i francesi due giorni dopo e il 15 aprile fu eliminato pareggiando per 2-2 contro il Gambia.
Il Gabon tornò in campo due anni dopo, nell'agosto 1965, ospitando due amichevoli contro la Nigeria (2-2 il 28 agosto e 4-1 l'indomani). Nel 1967 il Gabon iniziò le qualificazioni al Olimpiadi 1968 affrontando la Guinea. Dopo il pareggio per 0-0 in casa il 18 giugno, perse per 6-1 il 9 luglio in trasferta e fu eliminato.
Il 24 agosto 1969 perse per 1-0 contro Dahomey (oggi Benin). Nel novembre 1970 partecipò per la prima volta alle qualificazioni per la Coppa d'Africa per l'edizione del 1972 in Etiopia. Il sorteggio mise di fronte Gabon e Costa d'Avorio. Il Gabon perse per 2-1 la partita di andata disputata in casa l'8 novembre e anche quella di ritorno (1-0) il 22 novembre in trasferta, venendo quindi eliminato. Il 19 giugno 1971, in una partita di qualificazione alle Olimpiadi 1972, fu sconfitto per 3-2 dal Camerun e fu eliminato.
Nella Coppa d'Africa 2010 il Gabon batté per 1-0 il Camerun e nella seconda partita pareggiò a reti bianche contro la Tunisia. Perdendo l'ultima partita (2-1) contro lo Zambia terminò il girone a pari punti con Zambia e Camerun. A parità di differenza reti con le avversarie, fu eliminato per aver segnato meno gol (due).
Nazionale ospitante della Coppa d'Africa 2012 insieme alla Guinea Equatoriale, vinse per 2-0 contro il Nigeria, per 3-2 contro il Marocco (in un palpitante match deciso da un gol segnato al settimo minuto di recupero del secondo tempo) e per 1-0 contro la Tunisia. Grazie alla vittoria nel secondo incontro, si qualificò per i quarti di finale per la prima volta dal 1996. Nei quarti di finale fu sconfitto dal Mali per 5–4 dopo i tiri di rigore (1–1 dopo i tempi supplementari). Decisivo, su 10 tiri totali andati tutti a segno per le due squadre, fu l'errore dagli undici metri del quarto tiratore gabonese, Pierre-Emerick Aubameyang, già autore di tre gol nel torneo.
Il Gabon iniziò le qualificazioni al campionato del mondo 2014 con uno 0-0 contro il Niger, che fu convertito in una sconfitta a tavolino per 3-0 dal giudice sportivo per aver schierato il giocatore Charly Moussono, non convocabile. Le altre avversarie del girone erano Burkina Faso e Rep. del Congo. Dopo quattro partite e un solo gol segnato, il destino del Gabon pareva segnato, ma il 15 giugno 2013, grazie ad una tripletta di Aubameyang, la squadra vinse per 4-1 contro il Niger e si rimise in corsa per la qualificazione. Nell'ultima partita il Gabon fu tuttavia sconfitto per 1-0 dal Burkina Faso ed eliminato con il terzo posto ottenuto nel girone.
Il Gabon mancò l'accesso alla Coppa d'Africa 2013 dopo aver perso l'eliminatoria contro il Togo (1-1 in casa e 2-1 in trasferta).
Si qualificò per la Coppa d'Africa 2015 vincendo con una giornata di anticipo il girone con Burkina Faso, Angola e Lesotho con 3 vittorie e 3 pareggi in 6 partite. Ciononostante, nella fase finale fu eliminato al primo turno, giungendo terzo nel girone con Repubblica del Congo, Guinea Equatoriale e Burkina Faso, con una vittoria (2-0 all'esordio contro il Burkina Faso) e due sconfitte (1-0 contro la Repubblica del Congo e 2-0 contro la Guinea Equatoriale).
Paese organizzatore della Coppa d'Africa 2017, il Gabon, passato il 2 dicembre 2016, a soli 43 giorni dall'inizio della coppa, nelle mani del CT spagnolo José Antonio Camacho, uscì nuovamente al primo turno, dopo tre pareggi in tre partite (1-1 contro la Guinea-Bissau, 1-1 contro il Burkina Faso e 0-0 contro il Camerun). Il 12 settembre 2018, all'indomani dell'amichevole persa in casa 0-1 contro lo Zambia, Camacho fu esonerato dalla federcalcio gabonese con un bilancio di 2 vittorie, 8 pareggi e 7 sconfitte.
Nel 2019 fallì l'accesso alla Coppa d'Africa 2019 dopo essere arrivato terzo nel proprio girone di qualificazione dietro a Mali e Burundi. La rappresentativa ebbe miglior sorte nel 2021, anno in cui riuscì a qualificarsi alla fase finale della massima manifestazione continentale e a raggiungere gli ottavi di finale, dove venne sconfitta solo ai calci di rigore dal Burkina Faso. Tornò a fallire la qualificazione alla Coppa d'Africa nell'edizione del 2023.

## Colori e simboli

### Divise storiche
| Coppa d'Africa 2017 | Coppa d'Africa 2017 | Coppa d'Africa 2017 | Coppa d'Africa 2017 |
| --- | --- | ------------------- | ------------------- |
| Casa | Trasferta |                     |                     |
| Manica sinistra · Manica sinistra · Maglietta · Maglietta · Manica destra · Manica destra · Pantaloncini · Pantaloncini · Calzettoni · Calzettoni | Manica sinistra · Manica sinistra · Maglietta · Maglietta · Manica destra · Manica destra · Pantaloncini · Pantaloncini · Calzettoni · Calzettoni |                     |                     |
| Adidas | |                     |                     |

| Coppa d'Africa 2021 | Coppa d'Africa 2021                                                                                                   | Coppa d'Africa 2021 | Coppa d'Africa 2021 |
| --- | --- | ------------------- | ------------------- |
| Casa | Trasferta |                     |                     |
| Manica sinistra · Manica sinistra · Maglietta · Maglietta · Manica destra · Manica destra · Pantaloncini · Pantaloncini · Calzettoni | Manica sinistra · Manica sinistra · Maglietta · Maglietta · Manica destra · Manica destra · Pantaloncini · Calzettoni |                     |                     |
| Adidas | |                     |                     |

## Record individuali
Dati aggiornati al 23 marzo 2025.
In grassetto i calciatori ancora attivi in nazionale.
| #  | Giocatore                 | Presenze | Reti | Periodo   |
| -- | ------------------------- | -------- | ---- | --------- |
| 1  | Didier Ovono              | 112      | 0    | 2003-2019 |
| 2  | François Amégasse         | 110      | 9    | 1984-2000 |
| 3  | Bruno Ecuele Manga        | 109      | 9    | 2007-oggi |
| 4  | Kassa Ngoma               | 92       | 7    | 1985-1997 |
| 5  | Cédric Moubamba           | 86       | 2    | 1998-2012 |
| 6  | Pierre-Emerick Aubameyang | 81       | 35   | 2009-oggi |
| 7  | Valéry Ondo               | 80       | 12   | 1988-2001 |
| 8  | Nzue Nguema               | 77       | 23   | 1995-2005 |
| 9  | Bruno Mbanangoyé          | 68       | 11   | 1999-2012 |
| 10 | Rodrigue Moundounga       | 65       | 1    | 2001-2016 |

| # | Giocatore                 | Reti | Presenze | Periodo   |
| - | ------------------------- | ---- | -------- | --------- |
| 1 | Pierre-Emerick Aubameyang | 35   | 81       | 2009-     |
| 2 | Nzue Nguema               | 23   | 77       | 1995-2005 |
| 3 | Guy Roger Nzamba          | 21   | 47       | 1988-2000 |
| 4 | Brice Mackaya             | 15   | 38       | 1992-1999 |
| 5 | Daniel Cousin             | 13   | 55       | 2000-2014 |
| 6 | Malick Evouna             | 12   | 34       | 2012-2019 |
| 7 | Valéry Ondo               | 12   | 36       | 1988-2001 |
| 8 | Bruno Mbanangoyé          | 11   | 68       | 1999-2012 |

## Commissari tecnici
- Jean Prouff (1960)
- Sconosciuto (1960-1979)
- Robert Vicot (1979-1980)
- Sconosciuto (1980-1985)
- Alain de Martigny (1985-1986)
- Nedeljko Bulatović (1986-1987)
- Alain Da Costa (1987-1989)
- Karl-Heinz Weigang (1989-1991)
- Robert Pintenat (1991-1992)
- Jean Thissen (1992-1994)
- Alain Da Costa (1994-1997)
- Antônio Dumas (1998-2000)
- Claude Rayelomanan (2000)
- Alain Da Costa (2000-2002)
- Michel De Wolf (2002-2003)
- Claude Albert Mbourounot (2003)
- Jairzinho (2003-2005)
- Raphaël Nzamba-Nzamba (2005-2006)
- Alain Giresse (2006-2010)
- Gernot Rohr (2010-2012)
- Paulo Duarte (2012-2013)
- Stéphane Bounguendza (2014)
- Jorge Costa (2014-2016)
- José Antonio Camacho (2016-2018)
- Daniel Cousin (2018)
- Patrice Neveu (2019-2023)
- Dieudonné Mouyouma (2023-

## Palmarès
- Coppa UDEAC: 1

1985, 1988
- UNIFAC Cup: 1

1999
- Coppa CEMAC: 1

2013

## Partecipazioni ai tornei internazionali
Legenda: Grassetto: Risultato migliore, Corsivo: Mancate partecipazioni

- 1984: Quarto posto
- 1985: Campione
- 1986: Quarto posto
- 1987: Terzo posto
- 1988: Campione
- 1989: Secondo posto
- 1990: Quarto posto

- 2003: Quarto posto
- 2005: Terzo posto
- 2006: Terzo posto
- 2007: Secondo posto
- 2008: Primo turno
- 2009: Quarto posto
- 2010: Primo turno
- 2013: Campione
- 2014: Primo turno

## Statistiche dettagliate sui tornei internazionali

### Mondiali
| Anno | Luogo                    | Piazzamento      | V | N | P | Gol |
| ---- | ------------------------ | ---------------- | - | - | - | --- |
| 1930 | Uruguay                  | Non iscritta     | - | - | - | -   |
| 1934 | Italia                   | Non iscritta     | - | - | - | -   |
| 1938 | Francia                  | Non iscritta     | - | - | - | -   |
| 1950 | Brasile                  | Non iscritta     | - | - | - | -   |
| 1954 | Svizzera                 | Non iscritta     | - | - | - | -   |
| 1958 | Svezia                   | Non iscritta     | - | - | - | -   |
| 1962 | Cile                     | Non iscritta     | - | - | - | -   |
| 1966 | Inghilterra              | Ritirata         | - | - | - | -   |
| 1970 | Messico                  | Non partecipante | - | - | - | -   |
| 1974 | Germania                 | Ritirata         | - | - | - | -   |
| 1978 | Argentina                | Non partecipante | - | - | - | -   |
| 1982 | Spagna                   | Non partecipante | - | - | - | -   |
| 1986 | Messico                  | Non partecipante | - | - | - | -   |
| 1990 | Italia                   | Non qualificata  | - | - | - | -   |
| 1994 | Stati Uniti              | Non qualificata  | - | - | - | -   |
| 1998 | Francia                  | Non qualificata  | - | - | - | -   |
| 2002 | Giappone / Corea del Sud | Non qualificata  | - | - | - | -   |
| 2006 | Germania                 | Non qualificata  | - | - | - | -   |
| 2010 | Sudafrica                | Non qualificata  | - | - | - | -   |
| 2014 | Brasile                  | Non qualificata  | - | - | - | -   |

### Coppa d'Africa
| Anno | Luogo                      | Piazzamento      | V | N | P | Gol |
| ---- | -------------------------- | ---------------- | - | - | - | --- |
| 1957 | Sudan                      | Non iscritta     | - | - | - | -   |
| 1959 | Egitto                     | Non iscritta     | - | - | - | -   |
| 1962 | Impero d'Etiopia           | Non iscritta     | - | - | - | -   |
| 1963 | Ghana                      | Non iscritta     | - | - | - | -   |
| 1965 | Tunisia                    | Non iscritta     | - | - | - | -   |
| 1968 | Impero d'Etiopia           | Non iscritta     | - | - | - | -   |
| 1970 | Sudan                      | Non iscritta     | - | - | - | -   |
| 1972 | Camerun                    | Non qualificata  | - | - | - | -   |
| 1974 | Egitto                     | Ritirata         | - | - | - | -   |
| 1976 | Etiopia                    | Non partecipante | - | - | - | -   |
| 1978 | Ghana                      | Non qualificata  | - | - | - | -   |
| 1980 | Nigeria                    | Non partecipante | - | - | - | -   |
| 1982 | Libia                      | Ritirata         | - | - | - | -   |
| 1984 | Costa d'Avorio             | Non qualificata  | - | - | - | -   |
| 1986 | Egitto                     | Non qualificata  | - | - | - | -   |
| 1988 | Marocco                    | Non qualificata  | - | - | - | -   |
| 1990 | Algeria                    | Non qualificata  | - | - | - | -   |
| 1992 | Senegal                    | Non qualificata  | - | - | - | -   |
| 1994 | Tunisia                    | Primo turno      | 0 | 0 | 2 | 0:7 |
| 1996 | Sudafrica                  | Quarti di finale | 2 | 0 | 2 | 4:3 |
| 1998 | Burkina Faso               | Non qualificata  | - | - | - | -   |
| 2000 | Ghana / Nigeria            | Primo turno      | 0 | 1 | 2 | 2:6 |
| 2002 | Mali                       | Non qualificata  | - | - | - | -   |
| 2004 | Tunisia                    | Non qualificata  | - | - | - | -   |
| 2006 | Egitto                     | Non qualificata  | - | - | - | -   |
| 2008 | Ghana                      | Non qualificata  | - | - | - | -   |
| 2010 | Angola                     | Primo turno      | 1 | 1 | 1 | 2:2 |
| 2012 | Gabon / Guinea Equatoriale | Quarti di finale | 3 | 1 | 0 | 7:3 |
| 2013 | Sudafrica                  | Non qualificata  | - | - | - | -   |
| 2015 | Guinea Equatoriale         | Primo turno      | 1 | 0 | 2 | 2:3 |
| 2017 | Gabon                      | Primo turno      | 0 | 3 | 0 | 2:2 |
| 2019 | Egitto                     | Non qualificata  | - | - | - | -   |
| 2021 | Camerun                    | Ottavi di finale | 1 | 2 | 1 | 3:5 |

## Tutte le rose

### Coppa d'Africa
Coppa d'Africa 19941 Babe, 2 Rolenga, 3 Mendomé, 4 Amégasse, 5 Aubameyang, 6 Biyoghe, 7 Koumba, 8 Mombo, 9 N'Dong, 10 Nkoumba, 11 Retoa, 12 Kassa-Ngoma, 13 Mintsa, 14 Moutsinga, 15 N'Dong-Nze, 16 Nyangala, 17 Ondo, 18 Pigna, 19 Mackaya, 20 Manon, 21 Nzamba, 22 Ogandaga, CT: Thissen
Coppa d'Africa 19961 Babe, 2 Deckousshoud, 3 Mendomé, 4 Amégasse, 5 Bayonne, 6 Koumba, 7 Mouloungui, 8 Nzeng, 9 Poulangoye, 10 Aubameyang, 11 Kassa-Ngoma, 12 Ndong-Nze, 13 Ngoma, 14 Ogandaga, 15 Ondo, 16 Yala, 17 Bekogo, 18 Mackaya, 19 Manon, 20 Mbougha-Nze, 21 Nzamba, 22 Tamboucha, CT: Soares
Coppa d'Africa 20001 Deckousshoud, 2 Antchouet, 3 Mombo, 4 Mouloungui, 5 Nzeng, 6 Mouyouma, 7 T. Nguéma, 8 Tamboucha, 9 Cousin, 10 Ogandaga, 11 Amégasse, 12 N'Zigou, 13 Mbanangoye, 14 C. Nguéma, 15 Engo, 16 Mendomé, 17 Boutamba, 18 Londo, 19 Akoué, 20 Moubamba, 21 Ossey, 22 Souamas, CT: Dumas
Coppa d'Africa 20101 Ovono, 2 Ambourouet, 3 Copa, 4 E. Nguéma, 5 Ecuele Manga, 6 Akouassaga, 7 N'Guéma, 8 Cousin, 9 P. Aubameyang, 10 Djissikadié, 11 Mouloungui, 12 W. Aubameyang, 13 Mbanangoyé, 14 Kessany, 15 A. Do Marcolino, 16 B. Nguéma, 17 Apanga, 18 Moubamba, 19 Moundounga, 20 F. Do Marcolino, 21 Issiémou, 22 Bitséki, 23 Méyé, CT: Giresse
Coppa d'Africa 20121 Ovono, 2 Ambourouet, 3 Mouele, 4 Ebanega, 5 Ecuele Manga, 6 Boussoughou, 7 N'Guéma, 8 Palun, 9 Aubameyang, 10 Cousin, 11 Mouloungui, 12 Ndong, 13 Mbanangoyé, 14 Madinda, 15 Biyogo Poko, 16 Bidonga, 17 Apanga, 18 Moubamba, 19 Moundounga, 20 Do Marcolino, 21 Méyé, 22 Moussono, 23 Bitséki, CT: Rohr
Coppa d'Africa 20151 Ovono, 2 Appindangoyé, 3 Lengoualama, 4 Musavu-King, 5 Ecuele Manga, 6 Obiang, 7 Evouna, 8 Palun, 9 Aubameyang, 10 Bulot, 11 Madinda, 12 Kanga, 13 Mbingui, 14 Oto'o, 15 H.J. Ndong, 16 Mfa Mezui, 17 Biyogo Poko, 18 N'Doumbou, 19 Zé Ondo, 20 Sokambi, 21 Rogombé, 22 D.I. N'Dong, 23 Bitséki, CT: Jorge Costa
Coppa d'Africa 20171 Ovono, 2 Appindangoyé, 3 Obambou, 4 Tandjigora, 5 Ecuele Manga, 6 Obiang, 7 Evouna, 8 Palun, 9 Aubameyang, 10 Lemina, 11 Madinda, 12 Kanga, 13 Mbingui, 14 Kevyn, 15 Ondo Biyoghé, 16 Mfa Mezui, 17 Biyogo Poko, 18 Martinsson Ngouali, 19 Zé Ondo, 20 Bouanga, 21 Wachter, 22 N'Dong, 23 Bitséki, CT: Camacho
Coppa d'Africa 20211 Amonome, 2 Moussounda, 3 Oyono, 4 Obissa, 5 Ecuele Manga, 6 Obiang, 7 Boupendza, 8 Palun, 9 Aubameyang, 10 Méyé, 11 Allevinah, 12 Kanga, 13 Mayi, 14 Ameka, 15 Eneme Ella, 16 Mfa Mezui, 17 Biyogo Poko, 18 Lemina, 19 Martinsson Ngouali, 20 Bouanga, 21 Noubi, 22 Ndzengue, 23 Nzé, 24 Sambissa, 25 Assoumou, 26 Biteghé, 27 Nguema, 28 Ngakoutou, CT: Neveu

### Giochi olimpici
NOTA: per le informazioni sulle rose successive al 1948 visionare la pagina della Nazionale olimpica.

## Rosa attuale
Lista dei giocatori convocati per la doppia sfida di qualificazione al mondiale 2022 contro l'Angola dell'8 e 11 ottobre 2021.
Statistiche aggiornate all'11 ottobre 2021, al termine della sfida contro l'Angola.
|  | P | Anthony Mfa Mezui               | 7 marzo 1991      | 18 | 0  | Rodange 91             |  |  |
|  | P | Donald Nzé                      | 5 aprile 1992     | 3  | 0  | Maniema Union          |  |  |
|  | P | Jean-Noël Amonome               | 24 dicembre 1997  | 2  | 0  | Uthongathi             |  |  |
|  |   |                                 |                   |    |    |                        |  |  |
|  | D | Lloyd Palun                     | 28 novembre 1988  | 64 | 0  | Guingamp               |  |  |
|  | D | Johann Obiang                   | 5 luglio 1993     | 36 | 0  | Rodez                  |  |  |
|  | D | Junior Assoumou                 | 22 luglio 1995    | 13 | 0  | Bourges                |  |  |
|  | D | Yoann Wachter                   | 7 aprile 1992     | 9  | 0  | Saint-Malo             |  |  |
|  | D | Gilchrist Nguema                | 7 agosto 1996     | 4  | 0  | Maccabi Ahi Nazareth   |  |  |
|  | D | Sidney Obissa                   | 4 maggio 2000     | 2  | 0  | Ajaccio                |  |  |
|  | D | Anthony Oyono                   | 12 aprile 2001    | 2  | 0  | Boulogne               |  |  |
|  | D | Alex Moucketou-Moussounda       | 10 ottobre 2000   | 1  | 0  | Arīs Lemesou           |  |  |
|  | D | David Sambissa                  | 11 gennaio 1996   | 1  | 0  | Cambuur                |  |  |
|  |   |                                 |                   |    |    |                        |  |  |
|  | C | André Biyogo Poko               | 1º gennaio 1993   | 65 | 3  | Altay                  |  |  |
|  | C | Levy Madinda                    | 11 giugno 1992    | 55 | 6  | Sabah                  |  |  |
|  | C | Guélor Kanga                    | 1º agosto 1990    | 51 | 2  | Stella Rossa           |  |  |
|  | C | Didier Ibrahim N'Dong           | 17 maggio 1994    | 41 | 0  | Yeni Malatyaspor       |  |  |
|  | C | Mario Lemina                    | 1º settembre 1993 | 22 | 3  | Nizza                  |  |  |
|  | C | Serge-Junior Martinsson Ngouali | 23 gennaio 1992   | 12 | 0  | HNK Gorica             |  |  |
|  | C | Nathanael Mbourou               | 24 agosto 1996    | 2  | 0  | Maritzburg United      |  |  |
|  |   |                                 |                   |    |    |                        |  |  |
|  | A | Pierre-Emerick Aubameyang       | 18 giugno 1989    | 70 | 28 | Olympique de Marseille |  |  |
|  | A | Axel Méyé                       | 6 giugno 1995     | 27 | 2  | Ittihad Riadi Tanger   |  |  |
|  | A | Denis Bouanga                   | 11 novembre 1994  | 23 | 7  | Saint-Étienne          |  |  |
|  | A | Aaron Boupendza                 | 7 agosto 1996     | 20 | 4  | Hatayspor              |  |  |
|  | A | Louis Ameka                     | 3 ottobre 1996    | 17 | 0  | Chamois Niortais       |  |  |
|  | A | Gaëtan Missi Mezu               | 4 maggio 1996     | 9  | 0  | Etar                   |  |  |
|  | A | Fahd Ndzengue                   | 7 luglio 2000     | 2  | 0  | Tabor Sežana           |  |  |